# NGC 7532
NGC 7532 est galaxie lenticulaire située dans la constellation des Poissons. Sa vitesse par rapport au fond diffus cosmologique est de 3 185 ± 26 km/s, ce qui correspond à une distance de Hubble de 47,0 ± 3,3 Mpc (∼153 millions d'al). NGC 7532 a été découverte par l'astronome allemand Albert Marth en 1864.
NGC 7532 présente une large raie HI. NGC 7532 est une galaxie dont le noyau brille dans le domaine de l'ultraviolet. Elle figure dans le catalogue de Markarian sous la désignation MK 529. De plus, c'est une galaxie à sursaut de formation d'étoiles.

## Groupe de  NGC 7532

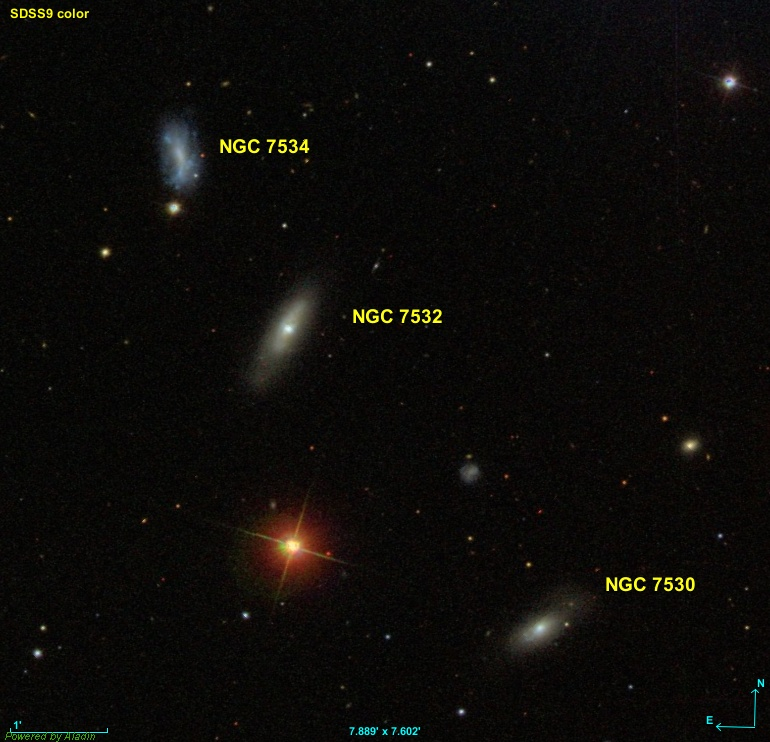
Le triplet de galaxies de NGC 7532

En se basant sur un article publié en 2000, la base de données NASA/IPAC mentionne que NGC 7532 fait partie d'un triplet de galaxies identifié par KTS 71. Comme il est à peu près impossible d'accéder gratuitement à cet article, il faut faire preuve d'astuce pour trouver les deux autres membres. On obtient les coordonnées de ce triplet en utilisant la requête KTS 71 dans cette base de données ce qui permet à l'aide du logiciel Aladin de réaliser l'image ci-contre. Les deux autres galaxies du groupe de NGC 7532 sont NGC 7530 et NGC 7534. NGC 7532 est la plus lumineuse des trois galaxies, elles sont dans la même région de la sphère céleste et à 0,5 Mpc près, à la même distance de Hubble de la Voie lactée.